# Nasser Al-Johar
Nasser Al-Johar (arab. ناصر الجوهر; ur. 1943) – były saudyjski piłkarz, obecnie trener piłkarski.

## Życiorys
W czasie kariery piłkarskiej grał w Al-Nasr. Al-Johar był trenerem Al-Nasr i reprezentacji Arabii Saudyjskiej, z którą uzyskał awans do mundialu w 2002 r. Od 9 stycznia 2011 ponownie trener reprezentacji Arabii Saudyjskiej.